# Réacteur à lit de boulets
Un réacteur à lit de boulets (de l'anglais pebble bed reactor abrégé PBR) est une technologie de réacteur nucléaire à très haute température. 
Elle fait partie des réacteurs nucléaires haute température, avec par exemple le thorium high-temperature nuclear reactor (THTR-300) construit en 1983 à Hamm-Uentrop (Allemagne) et définitivement arrêté en 1989.

## Principes

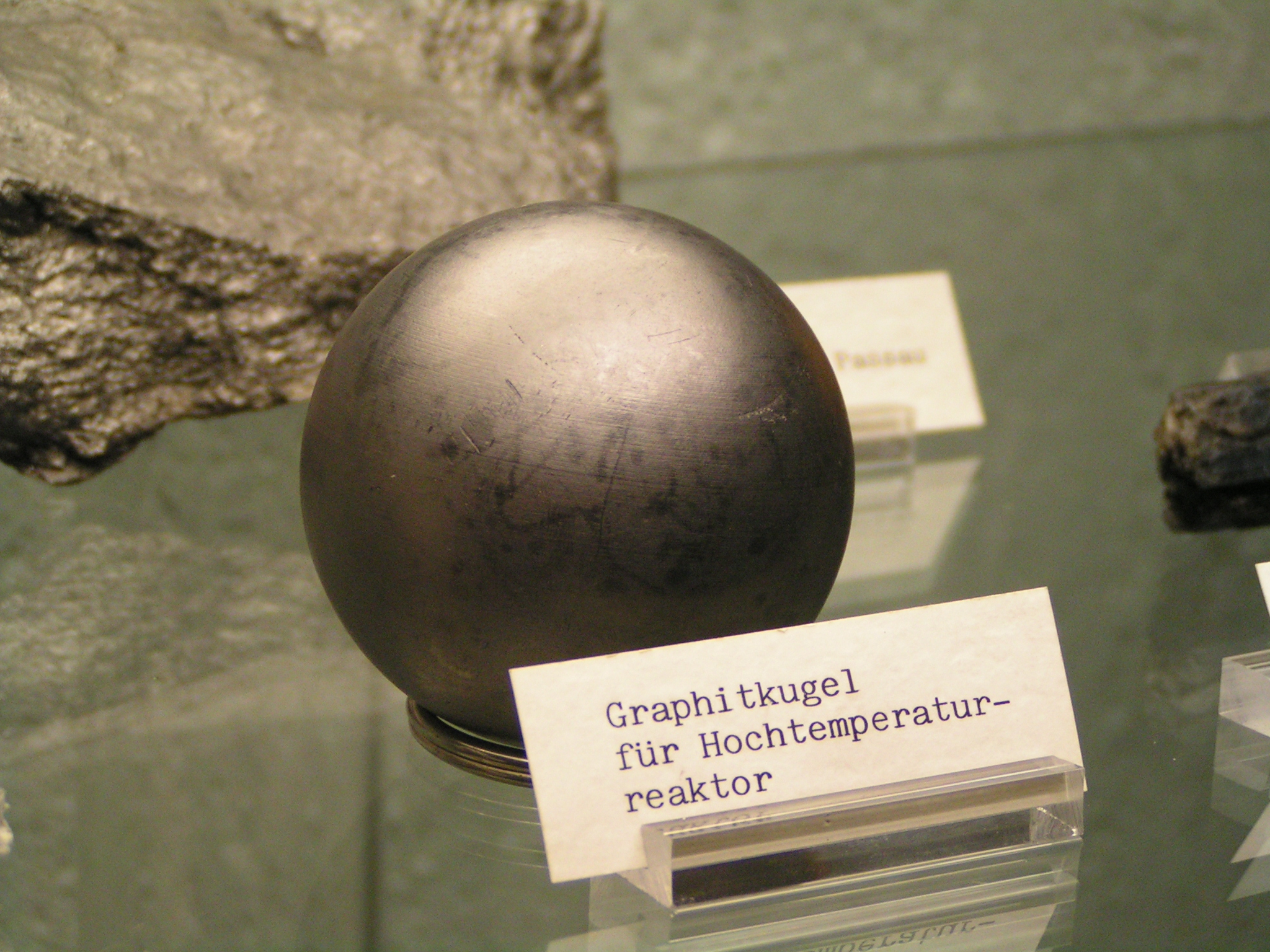
Boulet de graphite pour réacteur PBR

Pour modérer la réaction en chaîne, il utilise du graphite pyrolytique à la place de l'eau. Comme caloporteur, il utilise un gaz semi-inerte tel que l'hélium, l'azote ou le dioxyde de carbone lequel porté à très haute température actionne directement une turbine.

## Histoire
Cette technologie a été développée en Allemagne. 
Un réacteur expérimental de 15 MWe a été construit au centre de recherche de Jülich. La première réaction en chaîne s'est opérée le 26 août 1966, puis l'équipement a été définitivement arrêté le 1er décembre 1988 après 21 ans d'essais. 
La construction du réacteur au thorium THTR-300, quant à elle, dura de 1970 à 1983. Il divergea fin 1983 et fut couplé au réseau en 1985, puis mis à l’arrêt en 1988, à la suite d’un incident survenu en 1986.
Enfin, la décision de sortie du nucléaire civil du gouvernement allemand prise en 2000 a mis un terme à ces travaux. 
Différentes variantes sont étudiées, notamment par le MIT aux États-Unis, en Afrique du Sud et en Chine. 
La société sud-africaine Pebble bed modular reactor (en) (PBMR) est créée en 1994, pour développer ce concept jusqu'en 2010 où le gouvernement stoppe les subventions de recherche.
En janvier 2002, des contrats sont signés avec des sociétés sud-africaine et américaine, en vue de construire une deuxième centrale d'énergie nucléaire en Afrique du Sud, utilisant la technologie à l'essai de réacteur à lit de boulet (PBR), sur le site de Koeberg (près du Cap) qui héberge déjà la seule centrale nucléaire du pays. Une opposition importante réunit des groupes de pression écologistes tels que Earthlife Africa et Koeberg Alert, préoccupés par l'impact sur l'environnement et la prolifération nucléaire. En 2010, la société sud-africaine Eskom décide d'abandonner le projet, mais décide de le relancer en Août 2017.
La construction de la centrale chinoise de Shidao Bay (200 MWe), pour l'exploitant China Huaneng Group, a démarré fin 2012. Le projet de 18 unités supplémentaires de cette technologie initialement planifiées pour le même site, est abandonné devant l’augmentation du coût de construction de la tranche 1 ; une version plus puissante de 650 MWe composée de six réacteurs et une turbine est à l'étude pour déploiement dans plusieurs centrales existantes.
Le premier réacteur de démonstration haute température à lit de boulets au monde, Shandong Shidaowan HTR-PM, sur le site de Shidao-Bay dans la province chinoise de Shandong, a produit de l'électricité pour la première fois le 20 décembre 2021. La construction de la tranche de démonstration Shandong Shidaowan HTR-PM avait été lancée officiellement fin 2012. Cette installation comprend deux modules de réacteur qui entrainent une turbine à vapeur, générant ainsi une puissance électrique de 200 MW. Près de 93 % des composants de l’installation ont été fabriqués en Chine.
La société américaine X-energy (en) envisage la mise en service d'un nouveau réacteur Xe-100 si l'autorisation de développement des boulets est donnée mi 2021 par le département de l'Énergie.

## Avantages
Comparé au réacteur à eau pressurisée, cette technologie ne nécessite pas le système complexe contrôlant la vapeur d'eau. De plus, l'efficacité du transfert d'énergie (ratio de la puissance électrique sur la puissance thermique) est plus importante dans le cas du réacteur PBR. Enfin, le gaz dissout moins de matières radioactives et absorbe peu de neutrons, ce qui diminue la quantité de fluide radioactif dans le cœur du réacteur. 
À cause de son inertie thermique, le cœur du réacteur ne peut jamais atteindre une température à laquelle il pourrait fondre ,. En effet, quand le combustible nucléaire augmente en température, le mouvement rapide des atomes provoque l'effet Doppler neutronique. Il en résulte une diminution du nombre de neutrons disponibles pour la fission, ce qui réduit la puissance du réacteur. Il s'agit d'un mécanisme de refroidissement passif, vérifié par expériences menées sur des prototypes en 1980 (Allemagne) et 2006 (Chine),.

## Inconvénients
La critique la plus courante provient du caractère inflammable du graphite, ce qui induit un risque de fuite du combustible nucléaire dans les fumées d'un incendie. Cependant, le graphite n'est pas le fluide caloporteur. Il s'agit d'hélium comme dans le cas de la centrale chinoise de Shidao Bay,.
Comme le combustible est contenu dans du graphite, le volume des déchets nucléaires brut est plus important, si l'on ne tient pas compte du recyclage.